# Pablo Iglesias Turrión
Pablo Manuel Iglesias Turrión (Madrid, 17 oktober 1978), beter bekend als Pablo Iglesias, is een Spaanse politicoloog, tv-presentator en politicus. Iglesias is medeoprichter en secretaris-generaal van de politieke beweging Podemos en is sinds 2019 tweede viceminister-president en minister van sociale rechten en agenda 2030, in de tweede regering Sánchez tijdens de veertiende legislatuurperiode.

## Levensloop
Iglesias werd vernoemd naar PSOE-oprichter Pablo Iglesias Possé. Hij groeide op in een arme wijk in Madrid, waar hij enige tijd actief was in de communistische jongerenbeweging. Hij studeerde rechten en politicologie aan de Complutense Universiteit en promoveerde cum laude op een proefschrift over burgerlijke ongehoorzaamheid en antiglobaliseringsprotesten. Daarna ging hij lesgeven aan Complutense en raakte hij diep onder de indruk van de werken van Antonio Gramsci, Ernesto Laclau en Chantal Mouffe.
Teleurgesteld in het gebrek aan politiek-strategisch inzicht bij de communisten en de rest van Spaans links, vooral waar het de omgang met massamedia betrof, ging hij aan de slag met een lokaal televisiestation, waarvoor hij korte debatten presenteerde. Vanaf januari 2013 presenteerde hij op HispanTV, een zender gefinancierd door de Iraanse staat, het programma Fort Apache. Een optreden in een televisiedebat met rechtse economen, uitgezonden op de zender Intereconomia in april 2013, bezorgde hem landelijke bekendheid.
In augustus 2013 zocht Iglesias contact met de kleine linkse groepering Izquierda Anticapitalista, om samen een partij op te richten en aan de verkiezingen mee te doen. Dit werd Podemos, de partij waarmee Iglesias anderhalf jaar later zijn Europarlementszetel won.
Podemos wordt sindsdien beschouwd als een nieuwkomer dat een politiek landschap openbreekt dat tot dan toe gedomineerd werd door twee partijen.

### Parlementsverkiezingen 2016
Omdat Podemos een groot aandeel van de Spaanse kiezers voor zich wist te winnen, werd hij ook uitgenodigd door Koning Felipe om een nieuwe regering te vormen. Iglesias deed dat in zijn eigen stijl en verscheen 20 minuten te laat op de audiënties en in jeansbroek bij de koning. Iglesias uitte zich reeds verschillende keren kritisch over de monarchie, en zijn stijl wordt door velen beschouwd als een duidelijke breuk met de gevestigde politieke waarden. Na vier maanden weigerde Podemos om een nieuwe coalitie te vormen en besloot Koning Felipe opnieuw verkiezingen uit te schrijven.

### Parlementsverkiezingen 2019, ministerschap en einde politieke loopbaan
In de verkiezingen van 2019 verloor zijn partij echter een groot deel van de stemmen, en zakte van 71 tot 42 zetels in het spaanse parlement. Naar aanleiding van die verkiezingen onderhandelde Podemos met PSOE over een coalitieregering, maar beide partijen kwamen er niet uit, waardoor een herhaling van de verkiezingen onvermijdelijk werd.
In de verkiezingen van november 2019 bleef zijn partij verder zakken, en haalde slechts 35 zetels. Desalniettemin werden de onderhandelingen met de PSOE herstart, en uiteindelijk werd Iglesias op 13 Januari 2020 tot vicepremier en minister voor sociale aangelegeheden aangesteld in de eerste coalitie regering tussen PSOE en Podemos.
Op 15 maart 2021 legde Iglesias zijn regeringsfuncties neer om lijsttrekker te worden in de vervroegde verkiezingen van 4 mei 2021 in de Regio Madrid. Als 2e vicepremier werd opgevolgd door minister van Werkgelegenheid Yolanda Díaz. Als partijleider en Minister van Sociale Rechten en Agenda 2030 volgde Ione Belarra hem op. Na deze regionale verkiezingen in Madrid, waarin Podemos dankzij het optreden van Iglesias de kiesdrempel wist te halen en zelfs enkele zetels won, kondigde Iglesias aan terug te treden uit te politiek.

## Privéleven
Pablo Iglesias woont samen met Irene Montero Gil, die sinds 2019 minister van gelijkheid is in hetzelfde kabinet als waar Iglesias tweede viceminister-president van is. Zij hebben samen drie kinderen, een tweeling, en daarna een dochter.
- Bibsys: 15018238
- Biblioteca Nacional de España: XX5152124
- Bibliothèque nationale de France: cb16754852n (data)
- Catàleg d'autoritats de noms i títols de Catalunya: 981058515869606706
- Gemeinsame Normdatei: 1038383064
- International Standard Name Identifier: 0000 0000 5136 733X
- Library of Congress Control Number: no2008074629
- Nationale Bibliotheek van Tsjechië: pna2016906948
- Nederlandse Thesaurus van Auteursnamen: 133335283
- Réseau des bibliothèques de Suisse occidentale: 02-A025650175
- Système universitaire de documentation: 128872160
- Virtual International Authority File: 39187151
- WorldCat: E39PBJjtb8MjRJHWcfMJHR3CwC